# Laurent Bouhnik
Laurent Bouhnik (7 aprile 1961) è un attore, sceneggiatore, regista e produttore cinematografico francese.

## Biografia
Nel 1996 ha diretto il lungometraggio Sélect Hôtel ufficialmente selezionato al Festival di Cannes del 1996, nella sezione Quinzaine des Réalisateurs.
Nel 1998 ha diretto Zonzon in cui hanno recitato come protagonisti Pascal Greggory, Gaël Morel e Jamel Debbouze. Nel film tre detenuti di diversa estrazione sociale si trovano nella stessa cella e la cui convivenza porterà a comprendere cosa sia la libertà. Con questa pellicola ha ottenuto una nomination al Grand Prix Asturias al Gijón International Film Festival.

## Filmografia

### Regista
- Rouge au feu - cortometraggio (1988)
- L'Alligator - cortometraggio (1989)
- Troubles ou la journée d'une femme ordinaire - cortometraggio (1994)
- Sélect Hôtel (1997)
- Tout va mal (1997)
- Zonzon (1998)
- Un beau jour sans conséquence - cortometraggio (1998)
- 1999 Madeleine (1999)
- Deux L - cortometraggio (2000)
- Histoire d'eau, nella serie televisiva Les Redoutables (2002)
- 24 ore nella vita di una donna (24 heures de la vie d'une femme) (2002)
- L'invitato (L'Invité) (2007)
- Vitrage à la corde (2008)
- Q (2011)
- Entre le jour et la nuit (2017)

### Attore
- Paddy, regia di Gérard Mordillat (1998)
- Sur un air d'autoroute, regia di Thierry Boscheron (2000)
- Vivante, regia di Sandrine Ray (2002)

### Sceneggiatore
- Rouge au feu - cortometraggio (1988)
- L'Alligator - cortometraggio (1989)
- Troubles ou la journée d'une femme ordinaire - cortometraggio (1994)
- Sélect Hôtel (1997)
- Zonzon (1998)
- Speedball - film per la televisione (1999)
- 1999 Madeleine (1999)
- Deux L - cortometraggio (2000)
- Histoire d'eau, nella serie televisiva Les Redoutables (2002)
- 24 ore nella vita di una donna (24 heures de la vie d'une femme) (2003)
- Mauvaise Line (fumetto) (2006)
- Vitrage à la corde (2008)
- Q, regia di Laurent Bouhnik (2011)
- Entre le jour et la nuit, regia di Laurent Bouhnik (2017)

### Produttore
- Sélect Hôtel, regia di Laurent Bouhnik (1997)
- 1999 Madeleine, regia di Laurent Bouhnik (1999)
- Q, regia di Laurent Bouhnik (2010)
- Entre le jour et la nuit, regia di Laurent Bouhnik (2017)